# هری کری (بازیگر)
هری کری (انگلیسی: Harry Carey؛ ۱۶ ژانویهٔ ۱۸۷۸ – ۲۱ سپتامبر ۱۹۴۷) هنرپیشه آمریکایی و یکی از قدیمی‌ترین فوق ستاره‌های سینمای صامت بود. وی بین سال‌های ۱۹۰۹ تا ۱۹۴۷ میلادی فعالیت می‌کرد.
از فیلم‌هایی که وی در آن نقش داشته است، می‌توان به فیلم‌های اولیه جان فورد مانند مردی انگشت‌نما، سه مرد سوارکار، تیراندازی مستقیم و زن وحشی و همچنین فیلم‌های دوستان، طلای ساتر، فرشته و راهزن، آقای اسمیت به واشنگتن می‌رود، نیروی هوایی، رودخانه سرخ، جدال در آفتاب، تو و من و عزیز دلم (آخرین نقش‌آفرینی او) اشاره کرد.